# Microsoft PixelSense
Microsoft PixelSense (precedentemente noto come Surface, sino al 18 giugno 2012, data della presentazione dell'omonima linea di tablet computer) è un dispositivo progettato da Microsoft a partire dal 2001 come una combinazione di software e hardware che permette ad uno o più utenti di manipolare contenuti digitali con l'uso di movimenti naturali, gesticolazione delle mani od oggetti fisici. La tecnologia multitocco di PixelSense non è sensibile direttamente al tocco, ma utilizza una serie di videocamere per l'individuazione degli oggetti.
Nella sua versione attuale, PixelSense è stato annunciato il 29 maggio 2007 e messo in commercio il 17 aprile 2008.
I potenziali clienti, secondo Microsoft, sono ristoranti, hotel e, in generale, luoghi di intrattenimento pubblico. Nelle prime versioni commercializzate il sistema operativo utilizzato era Windows Vista; con l'uscita di Windows 7 la piattaforma è stata aggiornata al più recente sistema operativo.
Microsoft PixelSense è presente anche in Italia dal maggio 2009, in particolar modo diffuso negli studi dei telegiornali (ad esempio Rai News 24 e TG3), che utilizzano questo strumento ormai da diversi anni per mostrare al pubblico la rassegna stampa.

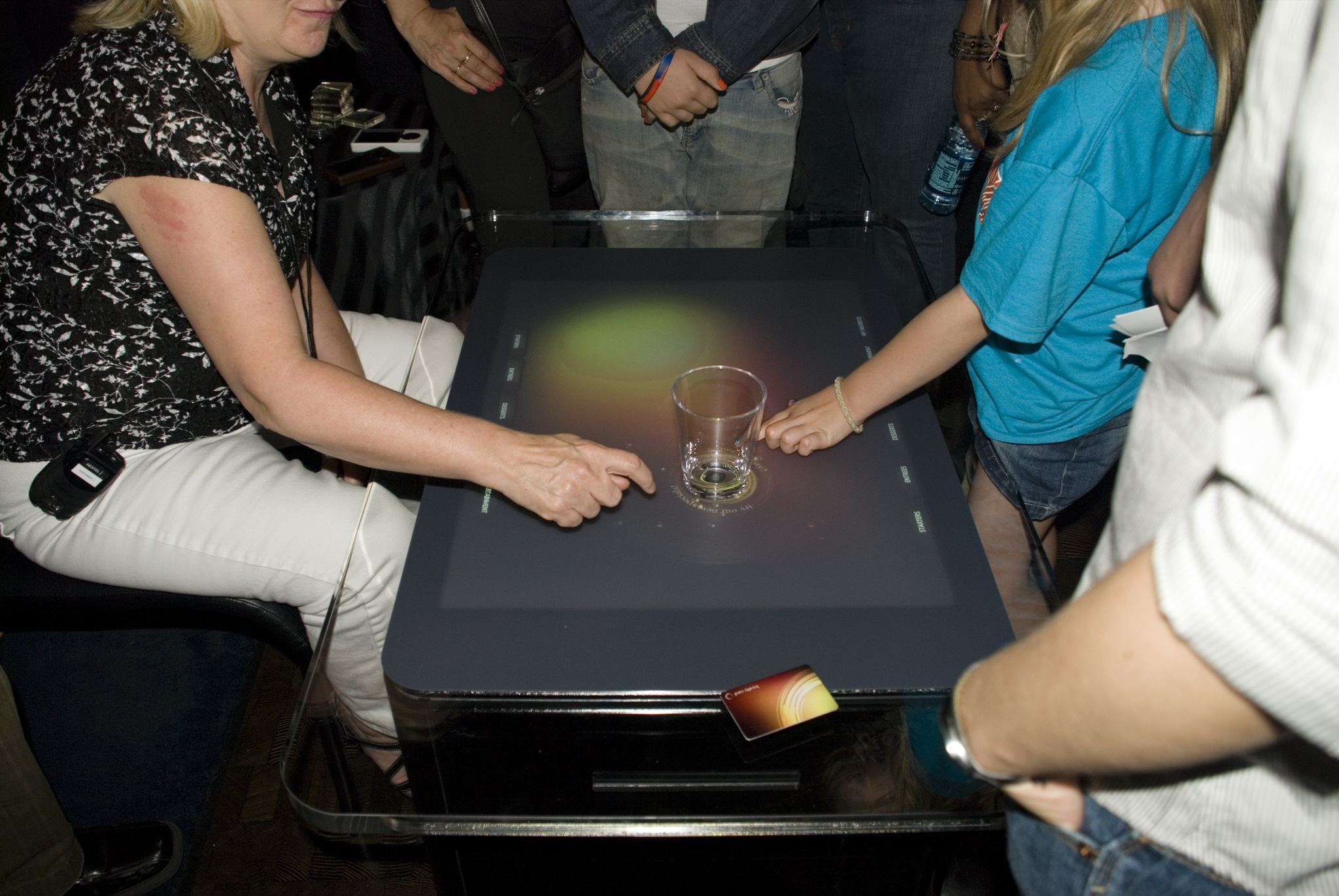
Immagine di PixelSense

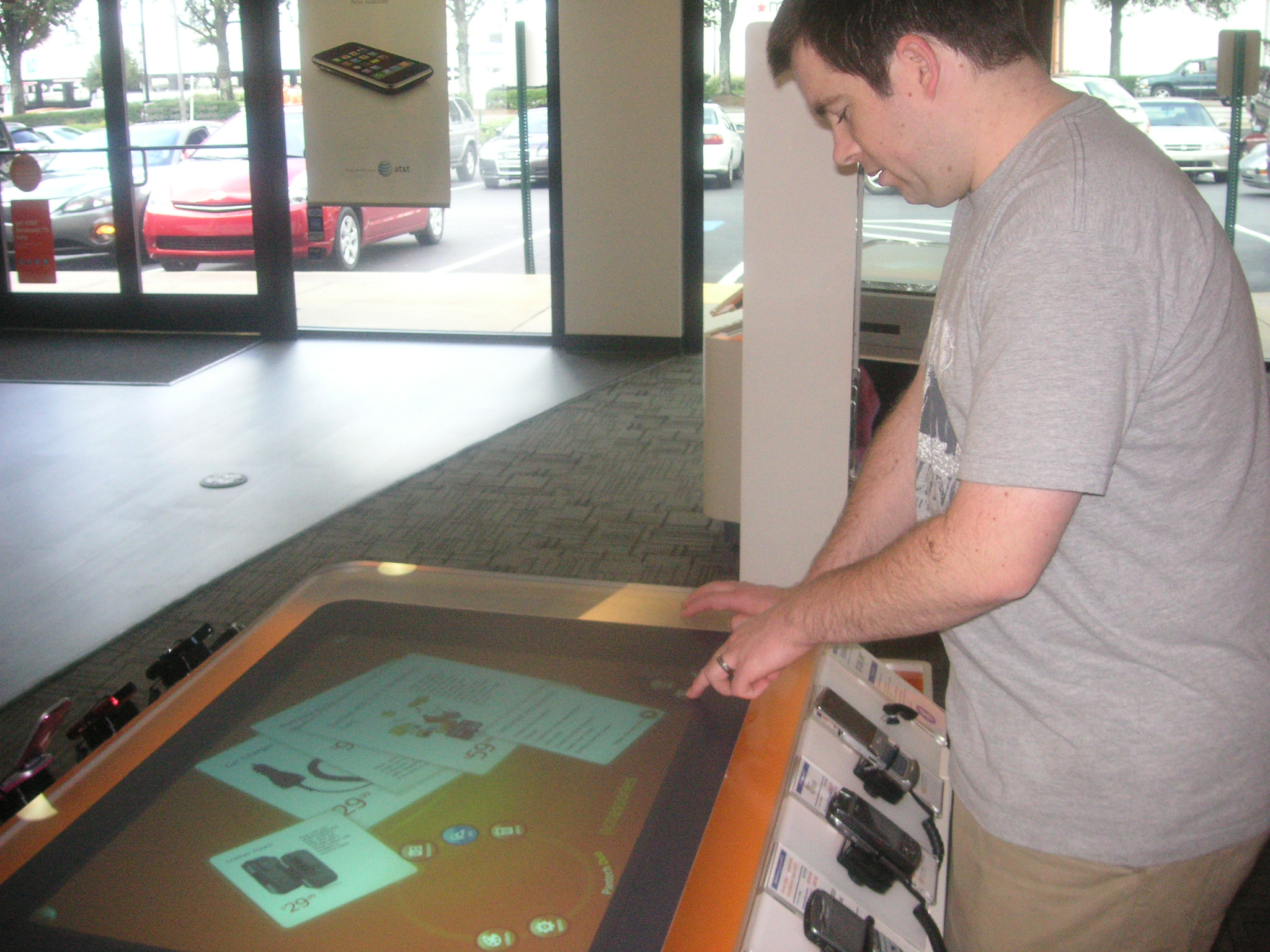
Utilizzo di PixelSense all'interno di un negozio AT&T

## Caratteristiche hardware
Versione attualmente in commercio Samsung SUR40:
- Processore: Athlon X2 Dual-Core 245e (2.9 GHz)
- GPU: AMD HD6750M
- RAM: 4 GB di memoria RAM DDR3
- Disco rigido: 320 GB SATA2
- Monitor: 40 pollici
- Tecnologia monitor: LCD
- Risoluzione: 1.920 x 1.080 px
- Luminosità: 300 cd/m²
- Dimensioni: 1.095 x 707,4 x 103,0 mm
- Peso: 36,8 kg